# 汤川乡
汤川乡是中国福建省三明市尤溪县下辖的一个乡。

## 行政区划
汤川乡共辖17个行政村，分别是：
山岭村、溪坪村、山兜村、岳溪村、香林村、胡厝村、白际村、阳星村、溪滨村、珠建村、珠峰村、黄林村、汤三村、下井村、光明村、丘山村、赤墓村。